# NIC-20B2
La NIC-20B2 es una autopista nacional catalogada como troncal principal ubicada en Nicaragua. La carretera inicia en el Norte en la NIC-18A en San Marcos hasta finalizar en la NIC-1 en Jinotepe, departamento de Carazo. La carretera tiene una longitud de 7,05 km.